# Django desencadenat
Django desencadenat (títol original en anglès, Django Unchained) és una pel·lícula d'estil western èpic estatunidenca del 2012 escrita i dirigida per Quentin Tarantino. Els protagonistes de la pel·lícula són Jamie Foxx, Leonardo DiCaprio, Christoph Waltz, Kerry Washington i Samuel L. Jackson. La pel·lícula es va estrenar als Estats Units d'Amèrica el 25 de desembre de 2012.
La pel·lícula transcorre en l'era prèvia a la Guerra Civil dels Estats Units en el sud del país, en el ja vell Oest. Un esclau (Foxx) és alliberat per un caçador de recompenses (Waltz) amb qui s'associa per creuar els EUA per rescatar la seva dona (Washington) d'un cruel i poderós propietari de plantacions de cotó (DiCaprio).
La pel·lícula va ser aclamada per la crítica i nominada a 5 Òscars, incloent-hi Millor Pel·lícula, Millor Actor Secundari (Waltz) i Millor Guió Original (Tarantino). A la 70a gala dels Globus d'Or, Christoph Waltz va guanyar el Globus d'Or com a Millor Actor Secundari i Quentin Tarantino va guanyar el Globus d'Or a Millor Guió Original. Aquest film ha estat doblat al català.

## Argument
El 1858, els germans Speck porten un grup d'esclaus afroamericans encadenats caminant en fila índia mentre ells van a cavall. Entre el grup d'esclaus hi ha en Django (Jamie Foxx). Enmig de la nit, apareix un carruatge d'un tal dr. King Schultz (Christoph Waltz), un dentista alemany immigrat des de Düsseldorf. Schultz està interessat a comprar un dels esclaus, que resulta ser en Django. Un cop el Dr. Schultz s'assegura que en Django és l'esclau que busca, fa una oferta per comprar-lo, però els germans Speck repliquen que no estan en venda i l'amenacen apuntant-lo amb un rifle perquè se'n vagi. Davant d'aquesta situació, Schultz mata un dels germans Speck (el que l'apuntava) i dispara al cavall de l'altre germà. El cavall li atrapa en la caiguda la cama, que queda fracturada sota el cos de l'animal. Un cop en Schultz té la situació controlada, obliga a firmar (des de sota el cavall) els documents que fan en Schultz propietari d'en Django amb tota legalitat. Tot seguit allibera la resta d'esclaus i els ofereix dues opcions: dur el seu propietari al poble més proper o matar-lo i enterrar-lo juntament amb el seu germà i fugir cap al nord (on hi ha menys racisme). En Schultz i en Django marxen deixant el destí dels Speck en mans dels esclaus. És llavors quan el dr. Schultz li revela a en Django el motiu pel qual l'ha vingut a buscar: el necessita per identificar els germans Brittle, un trio d'assassins sense pietat que treballen per al propietari d'una plantació on en Django havia estat esclau. En Schultz li explica que la seva veritable professió és la de caçarecompenses i que hi ha una recompensa per cadascun dels tres germans Brittle. Li confessa que ell no sap qui són i que per això el necessita, perquè en Django els identifiqui. Llavors en Schultz i en Django fan el següent pacte: en Django ajudarà en Shultz a localitzar i identificar els germans Brittle i, a canvi, en Shultz pagarà la llibertat a en Django i li donarà, a més, un cavall de 75$. En Django accepta. Tots dos es dirigeixen a la plantació, i un cop allà en Schultz entra a la casa i diu a Django que esperi fora. Mentre el doctor és dins, en Django identifica els germans Brittle i, amb ànim de venjança, sense ni tan sols avisar en Schultz, els mata. Davant d'aquest fet en Schultz queda sorprès i li proposa associar-se per caçar recompenses plegats. En Django accepta.
En acabar l'hivern, en Schultz i en Django confirmen que l'actual amo de la Broomhilda és en Calvin Candie (Leonardo DiCaprio) un encantador però malvat propietari d'una plantació a Mississipi que obliga els seus esclaus a lluitar a mort en les lluites de mandingos. En Schultz espera que en Candie demanarà un preu molt elevat per la Broomhilda si són sincers amb els motius pels quals volen comprar-la. És per això que preparen un pla en què fingiran ser aficionats a les lluites de mandingos i que tenen la intenció de comprar un dels lluitadors d'en Candie per una important suma de diners i de manera afegida en el mateix paquet comprar la Broomhilda sense aixecar sospites i marxar abans de pagar. En Schultz i en Django es troben amb en Candie en un club de Greenville i li ofereixen 12.000 $ per un dels seus lluitadors. En Candie mossega l'ham i els convida a la seva plantació. Pel camí en Schultz i en Django presencien com en Candie fa que els seus gossos es mengin un dels seus lluitadors per haver intentat fugir espantat després de perdre un ull en l'última lluita. En Schultz aprofita el fet que la Broomhilda parla alemany (ja que els seus primers propietaris ho eren) com a excusa per comprar-la per 300 $ i així poder recordar la seva pàtria.
Durant el sopar a la casa colonial de la plantació, en Django desvetlla les sospites de l'esclau de confiança (i el més vell) d'en Candie, l'Stephen (Samuel L. Jackson). Aquest dedueix encertadament que en Django i la Broomhilda es coneixen, que la venda del lluitador no és més que un estratagema i li ho fa saber a en Candie en privat. En Candie, enfurismat, exigeix els 12.000 $ per la Broomhilda o la matarà. En Schultz accepta el preu per tal de salvar la vida de la Broomhilda. Un cop pagats els diners (totes les recompenses de la primavera) i els papers de la venda signats correctament, en Candie li demana a en Schultz tancar el tracte amb una encaixada de mans. El menyspreu que sent en Schultz per en Candie li ho impedeix i en Candie amenaça de nou amb matar la Broomhilda. És llavors quan en Schultz, ple d'odi, dispara en Candie i el mata amb una Derringer que s'havia amagat a la màniga. Però a en Schultz també li disparen i mor. Això fa que es desencadeni una pluja de trets. En Django mata molts dels homes d'en Candie, però finalment es veu obligat a rendir-se quan l'Stephen, que té la Broomhilda, amenaça de matar-la.
L'Stephen i la germana d'en Candie decideixen venjar la mort d'en Candie enviant en Django a treballar a la mina fins que hi mori i tancant la Broomhilda en un barracó per sempre i convertint-la en una esclava sexual. De camí cap a la mina, en Django convenç els conductors de la caravana que ell és no és un esclau sinó un caçarecompenses ensenyant el paper ("wanted") de la seva primera recompensa, i els enganya dient-los que hi ha una recompensa molt elevada per alguns fugitius que s'han refugiat com a treballadors de la plantació d'en Candie. Els ofereix una part de la recompensa si l'ajuden. Però en el moment en què és alliberat, en Django mata els tres homes que conduïen i custodiaven la caravana d'esclaus, els roba la dinamita i surt cavalcant amb un dels cavalls cap a Candyland.
Un cop a la plantació, en Django descobreix el cos mort d'en Schultz, recupera el certificat de llibertat (firmat) de la Broomhilda i s'hi reuneix després d'alliberar-la del barracó. Entren a la mansió, vestits de dol, tots els membres importants de la plantació després d'haver assistit al funeral d'en Candie, i és llavors quan en Django es rebel·la. Fa fora tots els esclaus de la casa i mata tota la comitiva excepte l'Stephen, a qui li dispara als genolls i el deixa agonitzant com el traïdor de tots els de la seva raça. En Django encén la metxa de tota la dinamita robada, que ha escampat per tota la casa, i se'n va. En Django i la Broomhilda veuen des de la distància com la casa explota, matant l'Stephen, i se'n van cavalcant plegats.

## Repartiment
- Jamie Foxx com a Django Freeman[3][4]

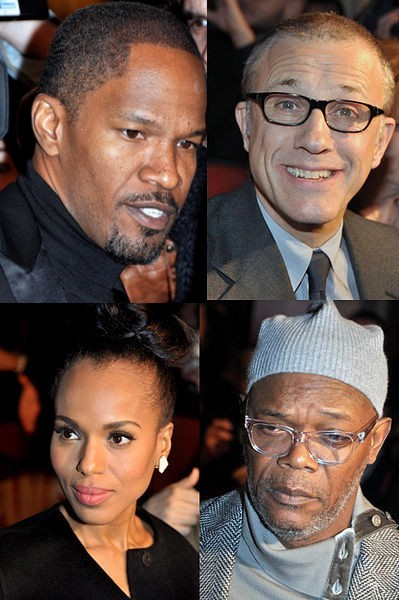
Jamie Foxx, Christoph Waltz, Kerry Washington i Samuel L. Jackson en l'estrena francesa a París el gener de 2013.

- Christoph Waltz com a Dr. King Schultz
- Leonardo DiCaprio com a Calvin J. Candie[4]
- Kerry Washington com a Broomhilda Von Shaft[5][6]
- Samuel L. Jackson com a Stephen[7]
- Don Johnson com a Spencer 'Big Daddy' Bennett[8]
- Walton Goggins com a Billy Crash
- Dennis Christopher com a Leonide Moguy[9]
- James Remar com a Ace Speck/Butch Pooch[10][11][12]
- David Steen com a Mr. Stonecipher
- Dana Michelle Gourrier com a Cora
- Nichole Galicia com a Sheba
- Laura Cayouette com a Lara Lee Candie-Fitzwilly
- Ato Essandoh com a D'Artagnan
- Sammi Rotibi com a Rodney
- Clay Donahue Fontenot
- Escalante Lundy com a Big Fred
- Miriam F. Glover com a Betina
- Franco Nero[13]

També hi apareixen els actors James Russo com a Dicky Speck, Tom Wopat com a U.S. Marshall Gill Tatum, Don Stroud com a Xèrif Bill Sharp, Russ Tamblyn com a fill d'un pistoler, Amber Tamblyn com a filla d'un pistoler, Bruce Dern com a Old Man Carrucan, M. C. Gainey com a Big John Brittle, Cooper Huckabee com a Lil Raj Brittle, Doc Duhame com a Ellis Brittle, Jonah Hill com a Bag Head #2, and Lee Horsley com a Xèrif Gus (Snowy Snow). Zoë Bell, Michael Bowen, Robert Carradine, Jake Garber, Ted Neeley, James Parks, i Tom Savini com els buscadors a Candyland, mentre Michael Parks, John Jarratt, i Quentin Tarantino són treballadors de la LeQuint Dickey Mining Co..

## Producció

### Gestació del projecte

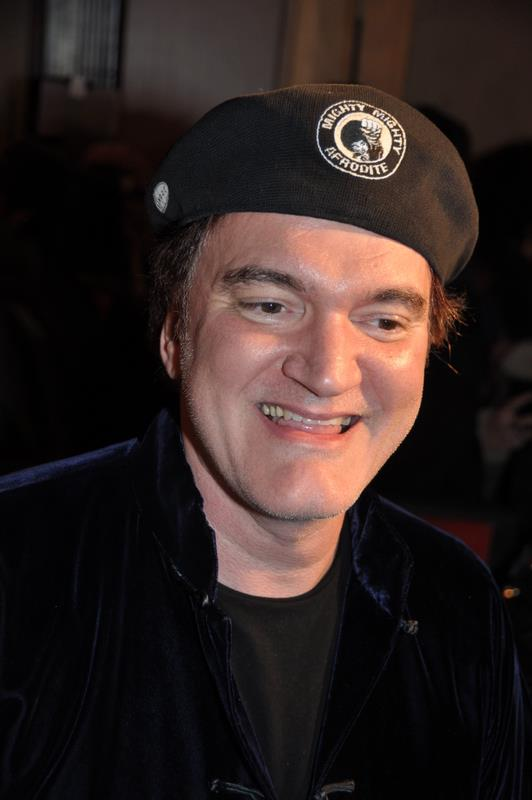
Quentin Tarantino a l'estrena de la pel·lícula a Paris.

El 2007, Quentin Tarantino, manifestava al Daily Telegraph la idea de fer un spaghetti western situat en el Deep South durant l'etapa de la pre-guerra civil dels EUA, batejant el projecte com un southern. En el diari expressava la voluntat de "fer pel·lícules que posessin a la pantalla l'horrible passat de l'esclavitud als EUA però no en el format habitual de pel·lícules socials o polítiques, sinó en forma d'espagueti western. Vull fer-ho així perquè les pel·lícules americanes sobre esclavatge no ho han fet mai abans perquè és una cosa de la qual la societat americana s'avergonyeix i els altres països no ho fan perquè no se senten amb el dret de fer-ho."[21] Tarantino després va explicar l'origen de la idea: "Estava escrivint un llibre sobre Sergio Corbucci quan va sorgir la manera d'explicar la història. Una de les coses divertides quan escrius amb un subtext crític ... és que no tens la necessitat de ser exacte. No ha de ser el que el director estava pensant. És el que a tu et suggereix. En fas una versió. Va ser escrivint sobre les seves pel·lícules que vaig percebre-hi aquest pervers i salvatge oest. Era surrealista veure la gran quantitat de feixisme que hi havia. Així que ara estic escrivint una història sencera sobre el tema i penso que no sé si Sergio estava pensant de la mateixa manera que jo ho veig ara quan ho escrivia, però així és com jo ho veig i ho faré!"[22]
Tarantino va acabar el guió el 26 d'abril del 2011 i entregà l'esborrany final a la Weinstein Company.[23] L'octubre de 2012, RZA, col·lega habitual de Tarantino des de la col·laboració en la banda sonora de Kill Bill, va dir que havia intentat utilitzar les idees que Tarantino havia aportat a la pel·lícula The Man with the Iron Fists i utilitzar-les per a Django. El resultat hauria estat RZA protagonitzant un Django més jove apareixent en una subhasta. Però per una incompatibilitat d'agendes la participació de RZA no va ser possible.[24]
Una de les pel·lícules que han servit com a inspiració és l'espaguetti western Django de Sergio Corbucci (1966). És per això que el seu protagonista, Franco Nero apareix en un cameo a Django Unchained.[25] Una altra de les inspiracions és la pel·lícula Mandigo (1975), sobre un esclau entrenat per lluitar contra altres esclaus.[26] Tarantino inclou en la pel·lícula escenes en la neu homenetjant The Great Silence.[27] Tarantino va dir en el The Guardian: "El Silenzio té lloc a la neu. M'agraden molt les escenes que transcorren en un entorn nevat, Django Unchained té unes grans escenes de neu a la meitat de la pel·lícula" .[27]

#### Títol

Cartell del Django de 1966

El títol Django Unchained (Django Desencadenat) és una clara al·lusió a la pel·lícula Django de Corbucci (1966) anteriorment esmentada; i també a Hercules Unchained el títol escollit als EUA per a la pel·lícula italiana de fantasia èpica Ercole e la regina di Lidia, que narra fugida del mític heroi de l'esclavatge imposat per un malvat tirà fins a convertir-se un Angel Unchained (Àngel Desencadenat) una pel·lícula de 1970 que narra una venjança idèntica.

### Actors
Entre els candidats a interpretar el paper de Django van sonar els noms de Michael K. Williams i Will Smith, però finalment va ser Jamie Foxx qui es va endur el paper.[30][31] Franco Nero, el protagonista de Django (1966) va sonar pel paper de Calvin Candie,[32] però finalement apareix fent un cameo amb un personatge menor. Abans però, Nero va suggerir interpretar un misteriós genet que persegueia a Django en forma de visió que finalment hauria resultat ser el seu pare; però Tarantino va optar no utilitzar aquesta idea. Kevin Costner va estar negociant fer d'Ace Woody[34] però es va veure obligat a renunciar-hi per problemes d'agenda.[35] En el seu lloc es va proposar a Kurt Russell que més tard va abandonar el projecte. Després d'aquests intents fallits, finalment el personatge d'Ace Woody es va fusionar amb el de Billy Crash que interpreta Walton Goggins.[38]
Un altre personatge eliminat per qüestions d'agenda va ser el que se li va proposar a Jonah Hill, qui havia d'interpretar a Scotty Harmony, un jugador que perdia a Broomhilda en una partida de pòquer contra Candie. Jonah Hill en aquells moments estava participant a The Watch.[40][41] Aquest paper també es va oferir a Sacha Baron Cohen que va rebutjar-lo per poder aparèixer a Els miserables. Finalment ni el personatge Scotty, ni la partida de pòquer, apareixen a la pel·lícula.[39]
El 15 de juny de 2012, Jonah Hill va anunciar que podria participar en el repartiment però interpretant un altre personatge.[19] El 4 d'abril de 2012, Joseph Gordon-Levitt comunicava que no podria aparèixer a la pel·lícula per un motiu prioritari: el seu debut com a director amb la pel·lícula Don Jon's Addiction. Gordon-Levitt explicava "M'hagués agradat molt, molt haver pogut fer el paper. Tarantino és un dels meus directors preferits."[42] A la pel·lícula hi apareixen diversos actors famosos en etapes anteriors del món del cinema i la televisió com Tom Wopat, Bruce Dern, Michael Parks i Don Johnson.

## Premis i nominacions[calcitació]

### Premis
- 2013. Oscar al millor actor secundari per Christoph Waltz
- 2013. Oscar al millor guió original per Quentin Tarantino
- 2013. Globus d'Or al millor actor secundari per Christoph Waltz
- 2013. Globus d'Or al millor guió per Quentin Tarantino
- 2013. BAFTA al millor actor secundari per Christoph Waltz
- 2013. BAFTA al millor guió original per Quentin Tarantino

### Nominacions
- 2013. Oscar a la millor pel·lícula
- 2013. Oscar a la millor fotografia per Robert Richardson
- 2013. Oscar a la millor edició de so per Wylie Stateman
- 2013. Globus d'Or a la millor pel·lícula dramàtica
- 2013. Globus d'Or al millor director per Quentin Tarantino
- 2013. Globus d'Or al millor actor secundari per Leonardo DiCaprio
- 2013. BAFTA al millor director per Quentin Tarantino
- 2013. BAFTA al millor muntatge per Fred Raskin
- 2013. BAFTA al millor so per Mark Ulano, Michael Minkler, Tony Lamberti i Wylie Stateman